# Butuhan
Butuhan is een bestuurslaag in het regentschap Klaten van de provincie Midden-Java, Indonesië. Butuhan telt 1382 inwoners (volkstelling 2010).